# Vertrek (Delden)
Vertrek is een oorlogsmonument dan wel bezinningsmonument in Delden. Het monument werd in april 2016 onthuld.
In 1943 werd door het Naziregime een tiental mensen van Joodse gezindte opgepakt in Delden en omgeving. Zij werden in eerste instantie op transport gezet naar Kamp Vught, waar al twee van hen aan de ontberingen overleden. De overlevenden werden vervolgens op transport gezet naar Kamp Westerbork om van daaruit gedeporteerd te worden naar vernietigingskamp Sobibór.
Het monument bestaat uit een plaat cortenstaal waarin tien silhouetten zijn uitgespaard. De kunstenaar was Rob von Piekartz. Door het monument nabij het spoorstation te plaatsen wilden de initiatiefnemers de reizigers bewust te maken van het feit dat het voor hen mogelijk is elke bestemming te kiezen die zij wensen en ook een terugreis te ondernemen.
Een van de slachtoffers was Greta Hilsum – van Dantzig, de zus van Rachel van Dantzig. Greta was getrouwd met kinderarts Mozes Hilsum, die een verhandeling schreef over de vierde ziekte (de ziekte van Filatov-Dukes). Zij was de schoonmoeder van Christine Hilsum-Beuckens. Voorafgaand aan het oppakken kreeg zij het advies onder te duiken. Zij kon het geestelijk niet aan haar kleindochters niet meer te zien en was bang dat zij zichzelf en anderen zou verraden door de wens haar (klein)kinderen te bezoeken. Een van die kleindochters zag haar oma op station Delden staan, niet wetende dat het (het begin van) haar laatste reis  was. De desbetreffende kleindochter was aanwezig bij de onthulling van het monument door burgemeester Ellen Nauta-van Moorsel.

## Fotogalerij

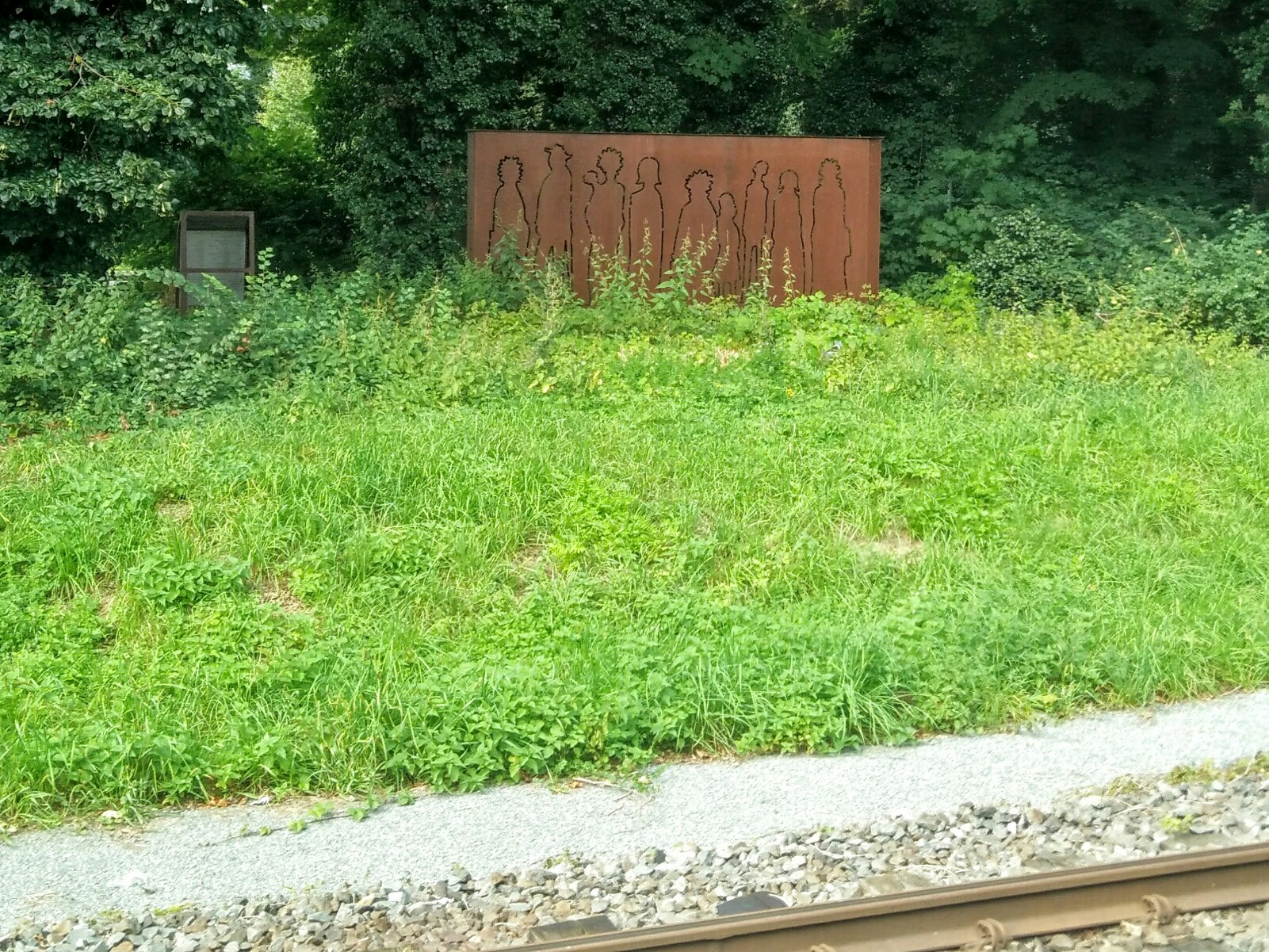
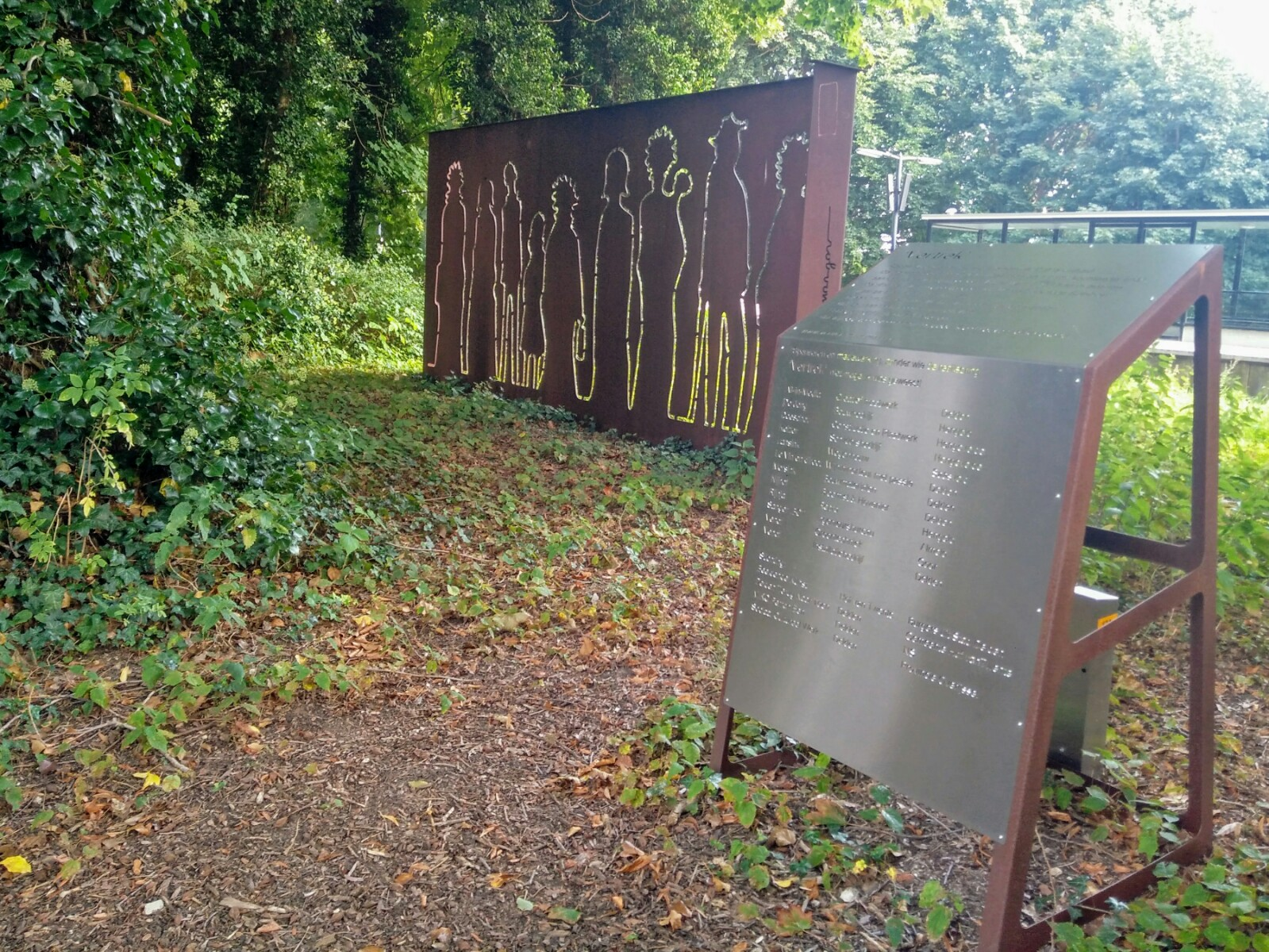
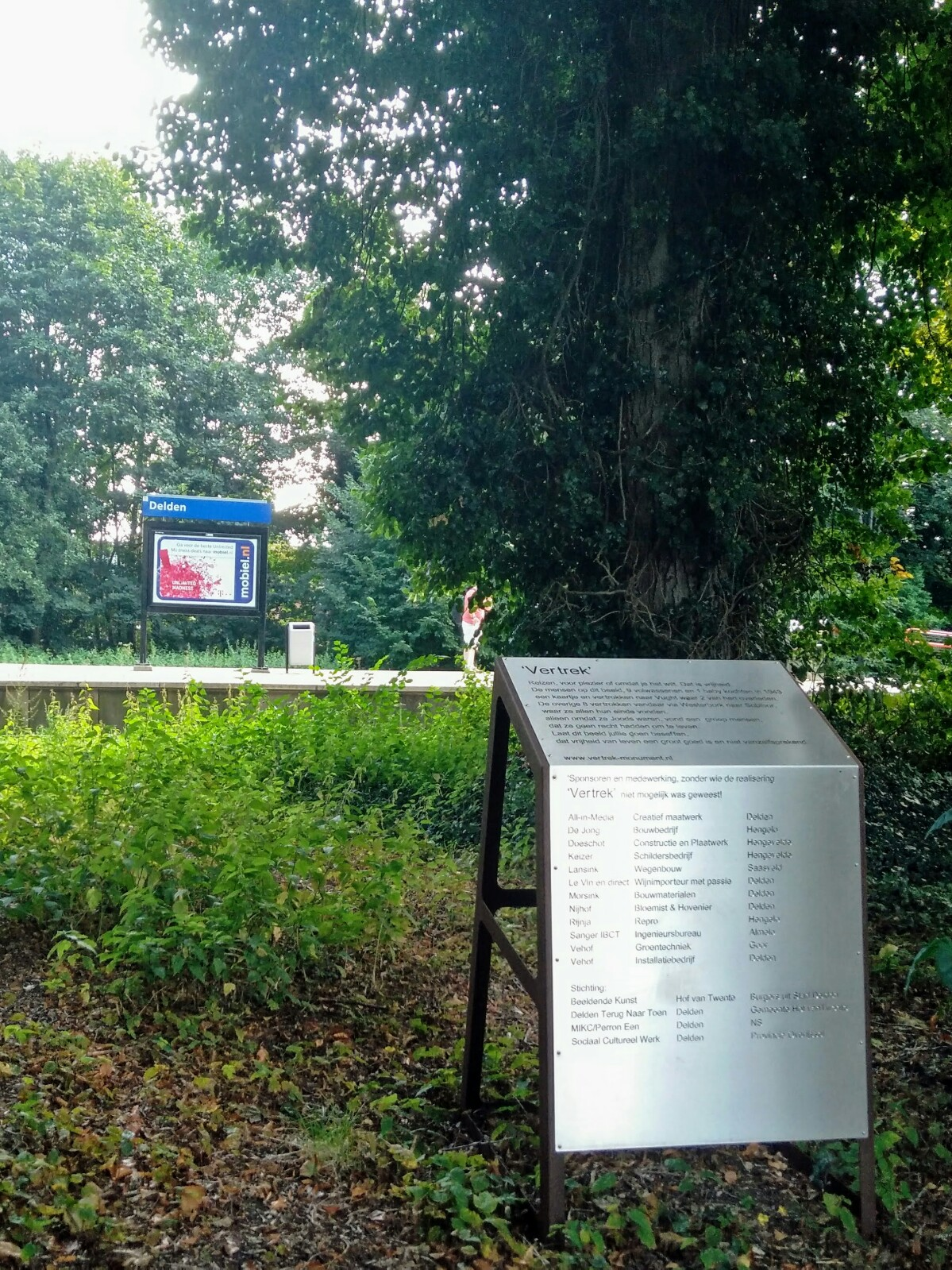
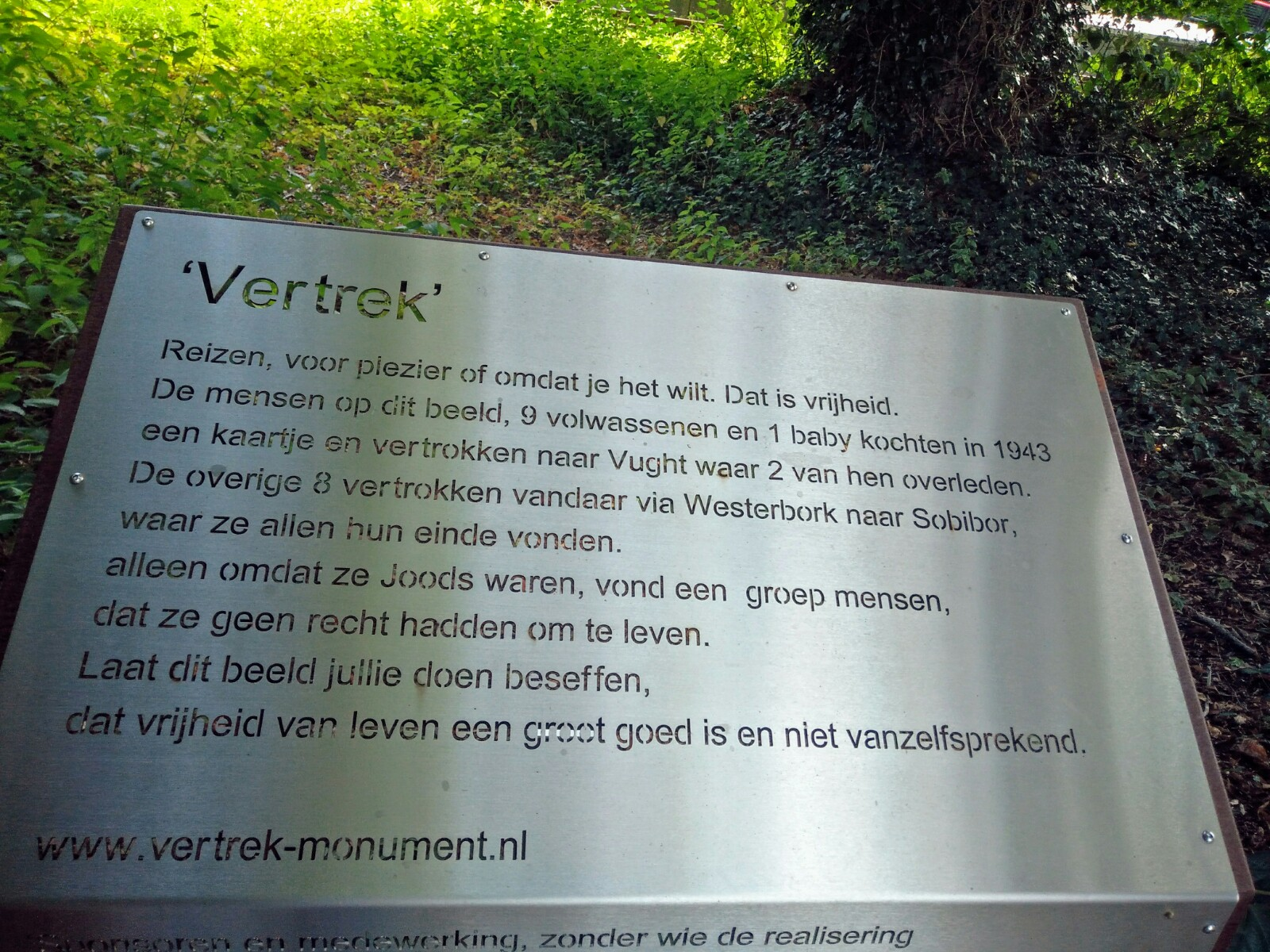